# Andrew Heath
Pour l’article homonyme, voir Heath.
Pas d'image ? Cliquez ici

a Compétitions nationales et continentales officielles uniquement.

b Matchs officiels uniquement.
Dernière mise à jour le 15 novembre 2021.
 Andrew Duncan Heath, né le 22 octobre 1969 à Melbourne (Australie), est un ancien joueur de rugby à XV qui a joué avec l'équipe d'Australie. Il évoluait au poste de pilier (1,85 m pour 118 kg).

## Carrière

### En club
- Victorian Rugby Union
- 2000-2002 : AS Béziers

Il a terminé sa carrière de joueur par deux saisons à l'AS Béziers.

### En équipe nationale
Il a disputé son premier test match le 29 juin 1996 contre l'équipe du Canada. Son dernier test match fut contre l'Angleterre, le 15 novembre 1997.

## Palmarès
- 8 test matchs avec l'équipe d'Australie
- Queensland Reds 1998-2000
- NSW Waratahs 1993-1997
- Wellington Lions 2002